# جايسون باركر
جايسون باركر هو متزلج سريع كندي، ولد في 13 مايو 1975 في يوركتن في كندا.

## وصلات خارجية
- جايسون باركر على موقع SpeedSkatingBase.eu (الإنجليزية)
- جايسون باركر على موقع SpeedSkatingNews.info (الإنجليزية)
- جايسون باركر على موقع SpeedSkatingStats.com (الإنجليزية)
- جايسون باركر على موقع اللجنة الأولمبية الدولية (الإنجليزية)
- جايسون باركر على موقع أوليمبيديا (الإنجليزية)
- جايسون باركر على موقع قاعة مشاهير الرياضة في ساسكاتشوان (الإنجليزية)